# New Play Control!
New Play Control!, känt i Japan som Play on Wii Selection (Wiiであそぶセレクション Wii de Asobu Selection?), är en serie av remaker av spel ursprungligen utvecklade för Nintendo GameCube som har anpassats speciellt för spelande till Wii. Spelen har bland annat fått stöd för bildskärmsformatet 16:9, samt anpassad styrning för Wii:s handkontroller.

## Spel
- Chibi-Robo! (endast i Japan)
- Donkey Kong Jungle Beat
- Mario Power Tennis
- Metroid Prime
- Metroid Prime 2: Echoes
- Pikmin
- Pikmin 2

Metroid Prime och Metroid Prime 2: Echoes släpptes utanför Japan tillsammans med Metroid Prime 3: Corruption i samlingsspelet Metroid Prime Trilogy.